# Andrei Igorewitsch Alschan
Andrei Igorewitsch Alschan (russisch Андре́й И́горевич Альша́н; * 18. März 1960 in Baku, Aserbaidschanische SSR) ist ein ehemaliger sowjetischer Säbelfechter.

## Erfolge
Andrei Alschan wurde sechsmal mit der Mannschaft Weltmeister: 1983 in Wien, 1985 in Barcelona, 1986 in Sofia, 1987 in Lausanne, 1989 in Denver und 1990 in Lyon. Darüber hinaus gewann er mit ihr zwei Silbermedaillen und einmal Bronze. Im Einzel gewann er 1982 in Rom mit Silber seine einzige Medaille bei Weltmeisterschaften. Bei den Olympischen Spielen 1988 in Seoul erreichte er mit der Mannschaft ungeschlagen das Finale, in dem sich die sowjetische Equipe gegen Ungarn mit 8:8 trennte, aufgrund der mit 64:67 knapp schlechteren Trefferquote aber letztlich unterlag. Gemeinsam mit Sergei Korjaschkin, Michail Burzew, Heorhij Pohossow und Serhij Mindirhassow erhielt er somit die Silbermedaille. Die Einzelkonkurrenz schloss er auf dem neunten Rang ab.